# Борихув
Борихув (пол. Borychów) — село в Польщі, у гміні Репки Соколовського повіту Мазовецького воєводства.
Населення — 110 осіб (2011).
У 1975-1998 роках село належало до Седлецького воєводства.

## Демографія
Демографічна структура станом на 31 березня 2011 року:
|          | Загалом | Допрацездатний вік | Працездатний вік | Постпрацездатний вік |
| -------- | ------- | ------------------ | ---------------- | -------------------- |
| Чоловіки | 56      | 9                  | 32               | 15                   |
| Жінки    | 54      | 14                 | 20               | 20                   |
| Разом    | 110     | 23                 | 52               | 35                   |